# ارلیک
اِرلیک، ارلیگ یا ارلیک خان (Erlik, Erlik Khan) ایزد مرگ در دنیای مردگان و ارواح شیطانی در سیبری و تامگ (دوزخ) در اسطوره‌شناسی ترکی و مغولستان و مذهب تنگری‌باوری به‌شمار می‌رود.
در سیبری قصهٔ ارلیک، نخستین انسان رواج دارد. ایزد آسمان اولگان، او را از یک تکه گِل آفرید تا در ساخت جهان به او کمک کند. این ایزد بلندمرتبه به آن روح بخشید و نام این مخلوق را ارلیک نهاد. اما دوستی اولگان و ارلیک خیلی طول نکشید، به دلیل غرور و افتخاری که تنها برای خود می‌خواست در نهایت به اعماق زمین تبعید شد، مکانی که به عنوان فرمانروای مردگان منتخب شد. ارلیک مدعی شد انسان‌های مرده به او تعلق دارند و افراد زنده را به اولگان سپرد. اولگان نیز از نسل بشر در برابر او محافظت کرد.
وقتی ارلیک توسط اولگان مأمور شد که به کف اقیانوس برود و گِل بیشتری پیدا کند، او تکه‌ای از گِل را در دهانش پنهان کرد و قصد داشت خودش از آن پاره گل چیزی بیافریند. اما بعد از آنکه اولگان او را واداشت که توی گل فوت کند، مجبور شد آن پاره گل داخل دهانش را تف کند و به بیرون بیندازد. این تکه گِل با بزاق ارلیک آمیخت و به بخش‌هایی از جهان بدل شد، یعنی باتلاق‌ها و تالاب‌ها، که مرطوب و متعفن‌اند.
ارلیک همچنین پیام‌رسان ایزدان، مایتریا را از بین برد و به انسان‌ها راه و روش گناه کردن را آموخت. او را اغلب به شکل خرسی می‌پنداشتند. نام دایناسور گوشت‌خوار ارلیکوسور برگفته از اوست.